# Adolphus Lewis Heermann
Pour les articles homonymes, voir Heermann.
Adolphus Lewis Heermann est un médecin et ornithologue américain, né vers 1827 et mort en 1865.

## Biographie
Il est le fils d’un médecin-naturaliste de l’armée américain qui a travaillé en collaboration avec Spencer Fullerton Baird (1823-1887) au sein du service de recherche de la Pacific Railroad. Il devient membre de la Académie des sciences naturelles en 1845 et diplômé de médecine à l’école de médecine de l’université du Maryland en 1846.
Heermann est célèbre pour ses nombreux voyages scientifiques dans l’Est et l’Ouest de l’Amérique du Nord. En 1848, il est en Floride avec John Krider (1819-?1896), récolteur d’oiseaux professionnel. En 1848, il part dans l’Ouest pour la première fois. Son voyage durera trois ans et il en rapportera plus de 1 200 peaux d’oiseaux. En 1855-1856, il séjourne vers El Paso et San Antonio.
Malade, Heermann se retire dans cette dernière ville en 1863. Il meurt en 1865 après s’être tiré dessus lors d’une partie de chasse.